# Terrence Jones (calciatore)
Terrence Jones (Christiansted, 13 aprile 1968) è un allenatore di calcio ed ex calciatore americo-verginiano, di ruolo portiere.

## Carriera

### Club
Ha sempre giocato nel campionato di casa.

### Nazionale
Conta 8 presenze in Nazionale.